# Brouwerij Anglo-Belge

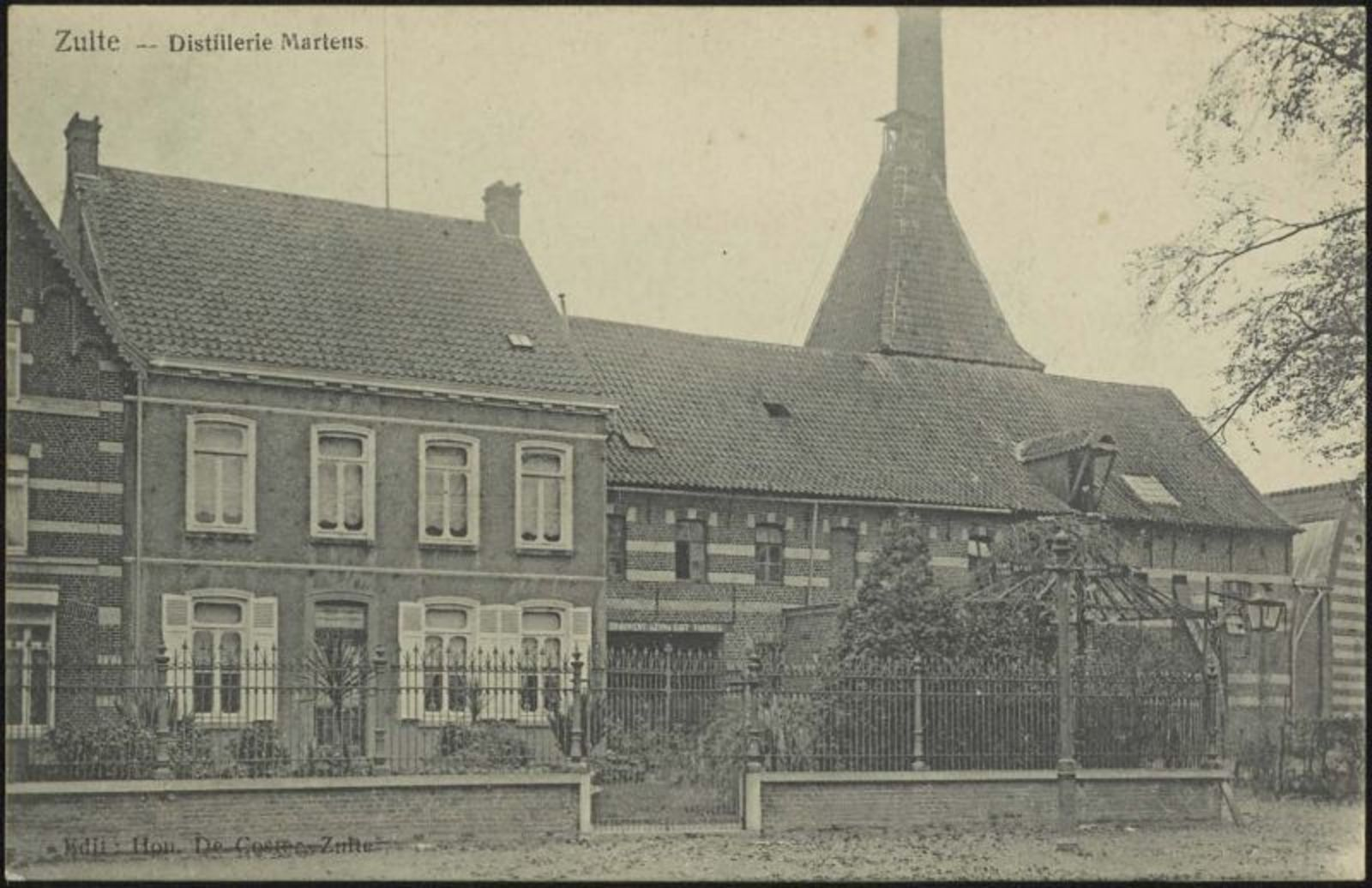

Brouwerij Anglo-Belge was een bierbrouwerij en jeneverstokerij in de Oost-Vlaamse gemeente Zulte en is goed herkenbaar door het paard dat meestal in hun logo staat afgebeeld.

## Geschiedenis
De brouwerij werd in 1891 opgericht door Alfred Versele en Ernest Martens. Het bedrijf werd later geleid door hun nakomelingen, onder wie schrijver Gaston Martens.
Uitbreiding kwam er door de overname van een aantal brouwerijen zoals: de Brouwerij van Veltem uit Leuven, de Brouwerij Le Progrès uit Lummen en de Brouwerij Christiaen uit Koekelare.
In de beste jaren werkten er 300 personeelsleden in de brouwerij die gelegen was langs de Staatsbaan N43. De bieren werden verkocht onder de naam Anglo-Pils, Oud-Bruin en Rossbräu.
Brouwerij Anglo-Belge werd in 1979 overgenomen door de Franse groep BSN (Boussois-Souchon-Neuvesel), toen onder meer eigenaar van Brouwerij Kronenbourg en Brouwerij Cristal Alken, en ging in 1989 dicht. Nog later werd het bedrijf gesloopt en werd de grond verkaveld voor gezinswoningen.
Het bekendste bier dat nog lang bleef bestaan is Zulte, dat eerst verder werd gebrouwen door de groep Alken-Maes, maar uiteindelijk van de markt verdween rond 2007. Vincent Versele, zoon van de laatste Anglo-patron Ignace Versele, bracht het Zulte-bier  (in 2 versies) terug op de biermarkt. Daarvoor had hij reeds het bier Alfred gelanceerd, een ode aan z'n overgrootvader Alfred Versele.